# En chantant derrière les paravents
Pour plus de détails, voir Fiche technique et Distribution.
En chantant derrière les paravents (Cantando dietro i paraventi) est un film italien réalisé par Ermanno Olmi, sorti en 2003 en Italie.

## Synopsis
Dans une maison close chinoise, un vieux capitaine raconte, sur une scène, l'histoire de la célèbre pirate Ching Shih, veuve du capitaine Ching.

## Fiche technique
- Titre original : Cantando dietro i paraventi
- Titre français : En chantant derrière les paravents
- Scénario et réalisation : Ermanno Olmi
- Directeur de la photographie : Fabio Olmi
- Musique : Han Yong
- Costumes : Francesca Sartori
- Distribution des rôles : Enrico Marrari

## Distribution
- Bud Spencer : le vieux capitaine de la marine royale andorrane
- Jun Ichikawa (V.F: Marion Valantine) : la veuve Ching
- Sally Ming Zeo Ni : la confidente
- Camillo Grassi : Nostromo, le bosco
- Makoto Kobayashi : l'amiral Ching